# FUN for FAN
FUN for FAN es el primer álbum compilación de la cantante japonesa Ami Suzuki, lanzado al mercado el día 30 de mayo del año 2001 bajo el sello TRUE KiSS DiSC, y también se lanzó al mercado una edición especial con 2 discos el día 27 de mayo del año 2008.

## Detalles
Lanzado durante el tiempo de las disputas legales con su mánager, el álbum se las arregló para llegar al puesto # 1 de las listas de Oricon.
Todas las canciones fueron las producciones de Tetsuya Komuro El álbum contiene canciones de los primeros 12 sencillos incluyendo Reality y Dancin' In Hip-Hop.
El álbum de Ami Suzuki fue remasterizado y lanzado nuevamente al mercado, el 16 de diciembre de 2011 y esta edición contiene 2 discos y 1 DVD.
El segundo disco contiene remixes de las canciones originales del primer disco, este álbum de estudio fue lanzado 7 años después del éxito que tuvo en 2001. Anteriormente el álbum estaba por ser titulado FULL TO FAN: THE COLLECTION, pero posteriormente fue modificado. En la remezcla de los temas participaron DJs que cuentan con fama en Japón como Dave Ford, Tetsuya Komuro, Self y Daisaku Noheji, e inclusive en Europa y los Estados Unidos, como Daft Punk y Sol Invicto, también el álbum incluye el remix de BE TOGETHER producido por Yasutaka Nakata como bonus track, siendo la primera vez que este remix está disponible en un álbum de Ami.
Por otra parte, el remix de Make a Move producido por The Wub Machine y DJ Laxxell en una versión electro house, no fue incluido en el álbum por razones que se desconocen y solo está disponible en forma digital en algunos sitios web. 
El DVD contiene material exclusivo del primer concierto que dio Ami Suzuki en Yokohama Arena, además de un detrás de cámaras del concierto. También contiene 12 videoclips de todas las canciones del álbum. El DVD es titulado como Video Clips Fun for Fan

## Canciones
Créditos adaptados para el álbum FUN for FAN
| Edición estándar |                                             |                                            |                                                 |          |  |
| N.º              | Título                                      | Escritor(es)                               | Productor(es)                                   | Duración |  |
| 1.               | «Love The Island»                           | Marc Panther, Tetsuya Komuro               | Tetsuya Komuro                                  | 4:56     |  |
| 2.               | «Alone In My Room»                          | Marc Panther, Tetsuya Komuro               | Tetsuya Komuro                                  | 5:01     |  |
| 3.               | «All Night Long»                            | Marc Panther, Tetsuya Komuro               | Tetsuya Komuro                                  | 4:58     |  |
| 4.               | «White Key»                                 | Marc Panther, Tetsuya Komuro               | Tetsuya Komuro, Cozy Kubo                       | 4:38     |  |
| 5.               | «Nothing Without You»                       | Marc Panther, Tetsuya Komuro               | Tetsuya Komuro, Cozy Kubo (additional arranged) | 4:33     |  |
| 6.               | «Don't Leave Me Behind»                     | Ami Suzuki, Tetsuya Komuro, Marc Panther   | Tetsuya Komuro, Cozy Kubo                       | 4:43     |  |
| 7.               | «Silent Stream»                             | Marc Panther, Cozy Kubo                    | Cozy Kubo                                       | 5:21     |  |
| 8.               | «Be Together»                               | Mitsuko Komuro                             | Tetsuya Komuro                                  | 4:24     |  |
| 9.               | «Our Days»                                  | Mitsuko Komuro, Tetsuya Komuro             | Tetsuya Komuro (arranged by Randy Waldman)      | 4:57     |  |
| 10.              | «Happy New Millennium»                      | Ami Suzuki, Tetsuya Komuro, Takahiro Maeda | Tetsuya Komuro, Cozy Kubo                       | 4:13     |  |
| 11.              | «Don't Need To Say Good Bye»                | Ami Suzuki, Tetsuya Komuro, Mitsuko Komuro | Tetsuya Komuro                                  | 5:33     |  |
| 12.              | «Thank You 4 Every Day Every Body»          | Ami Suzuki, Tetsuya Komuro, Takahiro Maeda | Tetsuya Komuro                                  | 5:04     |  |
| 13.              | «Reality»                                   | Tetsuya Komuro, Mitsuko Komuro             | Tetsuya Komuro                                  | 4:58     |  |
| 14.              | «Dancin' In Hip-Hop» (Featuring. Mean Mimi) | Ami Suzuki, Tetsuya Komuro                 | Tetsuya Komuro                                  | 5:02     |  |
| 68:29            |                                             |                                            |                                                 |          |  |

### Edición especial
| FUN for FAN — Disco No. 001 |                                             |                                            |                                                 |          |  |
| N.º                         | Título                                      | Escritor(es)                               | Productor(es)                                   | Duración |  |
| 1.                          | «Love The Island»                           | Marc Panther, Tetsuya Komuro               | Tetsuya Komuro                                  | 4:56     |  |
| 2.                          | «Alone In My Room»                          | Marc Panther, Tetsuya Komuro               | Tetsuya Komuro                                  | 5:01     |  |
| 3.                          | «All Night Long»                            | Marc Panther, Tetsuya Komuro               | Tetsuya Komuro                                  | 4:58     |  |
| 4.                          | «White Key»                                 | Marc Panther, Tetsuya Komuro               | Tetsuya Komuro, Cozy Kubo                       | 4:38     |  |
| 5.                          | «Nothing Without You»                       | Marc Panther, Tetsuya Komuro               | Tetsuya Komuro, Cozy Kubo (additional arranged) | 4:33     |  |
| 6.                          | «Don't Leave Me Behind»                     | Ami Suzuki, Tetsuya Komuro, Marc Panther   | Tetsuya Komuro, Cozy Kubo                       | 4:43     |  |
| 7.                          | «Silent Stream»                             | Marc Panther, Cozy Kubo                    | Cozy Kubo                                       | 5:21     |  |
| 8.                          | «Be Together»                               | Mitsuko Komuro                             | Tetsuya Komuro                                  | 4:24     |  |
| 9.                          | «Our Days»                                  | Mitsuko Komuro, Tetsuya Komuro             | Tetsuya Komuro (arranged by Randy Waldman)      | 4:57     |  |
| 10.                         | «Happy New Millennium»                      | Ami Suzuki, Tetsuya Komuro, Takahiro Maeda | Tetsuya Komuro, Cozy Kubo                       | 4:13     |  |
| 11.                         | «Don't Need To Say Good Bye»                | Ami Suzuki, Tetsuya Komuro, Mitsuko Komuro | Tetsuya Komuro                                  | 5:33     |  |
| 12.                         | «Thank You 4 Every Day Every Body»          | Ami Suzuki, Tetsuya Komuro, Takahiro Maeda | Tetsuya Komuro                                  | 5:04     |  |
| 13.                         | «Reality»                                   | Tetsuya Komuro, Mitsuko Komuro             | Tetsuya Komuro                                  | 4:58     |  |
| 14.                         | «Dancin' In Hip-Hop» (Featuring. Mean Mimi) | Ami Suzuki, Tetsuya Komuro                 | Tetsuya Komuro                                  | 5:02     |  |
| 68:29                       |                                             |                                            |                                                 |          |  |

| FUN for FAN (the remixes) — Disco No. 002 |                                                          |                                            | |          |  |
| N.º                                       | Título                                                   | Escritor(es)                               | Productor(es) | Duración |  |
| 1.                                        | «INTRO» (from Infinity eighteen Vol. 1)                  | Tetsuya Komuro                             | Tetsuya Komuro | 2:11     |  |
| 2.                                        | «Love The Island» (TK Ragga Mix)                         | Marc Panther, Tetsuya Komuro               | Tetsuya Komuro, Akihisa Murakami (Remix:小室哲哉) | 5:22     |  |
| 3.                                        | «Alone In My Room» (Club TK Mix)                         | Marc Panther, Tetsuya Komuro               | Tetsuya Komuro, Akihisa Murakami (Remix:小室哲哉) | 5:18     |  |
| 4.                                        | «All Night Long» (Intensive Trip Remix)                  | Marc Panther, Tetsuya Komuro               | Tetsuya Komuro (Remix & Additional production:Dave Ford) | 5:54     |  |
| 5.                                        | «White Key» (Doze Off Remix)                             | Marc Panther, Tetsuya Komuro               | Tetsuya Komuro (Remix:TK) | 4:31     |  |
| 6.                                        | «Nothing Without You» (Remix)                            | Marc Panther, Tetsuya Komuro               | Tetsuya Komuro, Cozy Kubo (additional arranged) (Remix:Chuuken Koubou)                                                                                        | 4:00     |  |
| 7.                                        | «Be Together» (Band Mix)                                 | Mitsuko Komuro                             | Tetsuya Komuro (Remix:Cozy Kubo) | 4:13     |  |
| 8.                                        | «Our Days» (Serenity Mix)                                | Mitsuko Komuro, Tetsuya Komuro             | Tetsuya Komuro, Randy Waldman (Remix:Eddie DeLena) | 4:55     |  |
| 9.                                        | «Happy New Millennium» (2G Mix)                          | Ami Suzuki, Tetsuya Komuro, Takahiro Maeda | Tetsuya Komuro, Cozy Kubo (remix produced by Cozy Kubo and Tetsuya Komuro, additional guitar by Kazuhiro Matsuo and Ken Kimura; percussion by Shuichi Nakano) | 4:07     |  |
| 10.                                       | «Thank You 4 Every Day Every Body» (Club Collapse Remix) | Ami Suzuki, Tetsuya Komuro, Takahiro Maeda | Tetsuya Komuro (Remix:Mike Butler) | 7:54     |  |
| 11.                                       | «Reality» (Daisaku Remix)                                | Tetsuya Komuro, Mitsuko Komuro             | Tetsuya Komuro (Remix:大作野辺地) | 4:04     |  |
| 12.                                       | «White Key» (Self Remix)                                 | Marc Panther, Tetsuya Komuro               | Tetsuya Komuro (Remix:Self-extension) | 4:40     |  |
| 13.                                       | «Be Together» (Yasutaka Nakata Capsule Remix)            | Mitsuko Komuro                             | Yasutaka Nakata | 5:29     |  |
| 14.                                       | «All Night Long» (Euphoria Box Mix)                      | Marc Panther, Tetsuya Komuro               | Tetsuya Komuro (Remix:Daft Punk, HAL) | 4:47     |  |
| 15.                                       | «Reality» (Sol Invicto Remix)                            | Tetsuya Komuro, Mitsuko Komuro             | Tetsuya Komuro (Remix:Sol Invicto, HAL) | 6:12     |  |
| 16.                                       | «Dancin' In Hip-Hop» (Club Mix; Featuring. Mean Mimi)    | Ami Suzuki, Tetsuya Komuro                 | Tetsuya Komuro | 5:02     |  |
| 77:49                                     |                                                          |                                            | |          |  |

| FUN for FAN — Video Cips Fun for Fan | |                                            |                                                 |          |  |
| N.º                                  | Título                                                                                             | Escritor(es)                               | Productor(es)                                   | Duración |  |
| 1.                                   | «Love The Island»                                                                                  | Marc Panther, Tetsuya Komuro               | Tetsuya Komuro                                  | 4:22     |  |
| 2.                                   | «Alone In My Room»                                                                                 | Marc Panther, Tetsuya Komuro               | Tetsuya Komuro                                  | 5:09     |  |
| 3.                                   | «All Night Long»                                                                                   | Marc Panther, Tetsuya Komuro               | Tetsuya Komuro                                  | 5:19     |  |
| 4.                                   | «White Key»                                                                                        | Marc Panther, Tetsuya Komuro               | Tetsuya Komuro, Cozy Kubo                       | 4:44     |  |
| 5.                                   | «Nothing Without You»                                                                              | Marc Panther, Tetsuya Komuro               | Tetsuya Komuro, Cozy Kubo (additional arranged) | 4:37     |  |
| 6.                                   | «Don't Leave Me Behind»                                                                            | Ami Suzuki, Tetsuya Komuro, Marc Panther   | Tetsuya Komuro, Cozy Kubo                       | 4:49     |  |
| 7.                                   | «Be Together»                                                                                      | Mitsuko Komuro                             | Tetsuya Komuro                                  | 4:33     |  |
| 8.                                   | «Our Days»                                                                                         | Mitsuko Komuro, Tetsuya Komuro             | Tetsuya Komuro (arranged by Randy Waldman)      | 5:02     |  |
| 9.                                   | «Happy New Millennium»                                                                             | Ami Suzuki, Tetsuya Komuro, Takahiro Maeda | Tetsuya Komuro, Cozy Kubo                       | 4:16     |  |
| 10.                                  | «Don't Need To Say Good Bye»                                                                       | Ami Suzuki, Tetsuya Komuro, Mitsuko Komuro | Tetsuya Komuro                                  | 5:48     |  |
| 11.                                  | «Thank You 4 Every Day Every Body»                                                                 | Ami Suzuki, Tetsuya Komuro, Takahiro Maeda | Tetsuya Komuro                                  | 5:14     |  |
| 12.                                  | «Reality»                                                                                          | Tetsuya Komuro, Mitsuko Komuro             | Tetsuya Komuro                                  | 5:24     |  |
| 13.                                  | «Ami Suzuki: Ami-Go Round Tour Live at Yokohama Arena 2000» (incluye detrás de cámaras del evento) |                                            | Tetsuya Komuro                                  | 1:18:16  |  |

- Datos: Q2895163